# Н-группа
Н-группа — гомотопически ассоциативное Н-пространство с гомотопически обратным отображением {\displaystyle \mu :P\times P\rightarrow P} и отмеченной точкой.
H-группа абелева, если умножение в ней гомотопически коммутативно.

## Пояснение
Непрерывное отображение {\displaystyle \phi :P\rightarrow P} называется гомотопически обратным для {\displaystyle P} и {\displaystyle \mu }, если обе композиции
{\displaystyle P{\overset {(\phi ,1)}{\rightarrow }}P\times P{\overset {\mu }{\rightarrow }}P\quad {\text{ и }}\quad P{\overset {(1,\phi )}{\rightarrow }}P\times P{\overset {\mu }{\rightarrow }}P}
гомотопны постоянному отображению {\displaystyle c:P\rightarrow P}.
Умножение {\displaystyle \mu } в Н-пространстве называется гомотопически коммутативным, если диаграмма
где {\displaystyle T(p_{1},p_{2})=(p_{2},p_{1})}, гомотопически коммутативна.